# Alfred Joseph Baker
Alfred Joseph Baker (Londra, 10 febbraio 1846 – Londra, 3 gennaio 1900) è stato un velocista e calciatore inglese, di ruolo attaccante.

## Biografia
Nacque a Willesden, parrocchia di Londra, da Henry Baker, banditore, e Margaret Puddicombe. Il 16 settembre 1871 sposò Marion Ellen Sayers. I due ebbero numerosi figli, tra cui Maud Marion (1872), Alfred Henry (1873), Beatrice Ellen (1874 circa), Ralph (1875), Marion Kate (1877) e Hubert Samuel (1886).
Mentre correva per prendere un treno alla stazione di Willesden Junction, Baker ebbe un collasso e morì, all'età di 53 anni.

## Caratteristiche tecniche
Veniva descritto come uno sprinter puro e semplice, che correva basso con il corpo ben piegato in avanti.

## Carriera

### Calciatore

#### Club
Baker legò la sua carriera al Wanderers Football Club di Londra. Fece la prima apparizione per la squadra il 12 novembre 1864, all'età di 18 anni, e la sua ultima il 25 marzo 1871. Nel 1866 rappresentò anche Londra nella partita con la città di Sheffield e nel gennaio del 1867 disputò con il Kent un match contro il Surrey. Più tardi, nello stesso anno, giocò per il Middlesex contro Kent e Surrey.

#### Nazionale
Baker ha collezionato 3 presenze con l'Inghilterra: in quella del 5 marzo contro la Scozia (1-1), la prima partita assoluta giocata tra nazionali, segnò il goal del pareggio dopo una corsa descritta dallo Sporting Gazette come una tra le più belle mai viste.

### Atleta
Definito come "probabilmente il londinese più veloce sulla distanza in tempi recenti", vinse la medaglia d'oro agli AAC Championships del 1870 nella specialità delle 100 iarde.

## Statistiche

### Cronologia presenze e reti in nazionale
| Cronologia completa delle presenze e delle reti in nazionale ― Inghilterra | Cronologia completa delle presenze e delle reti in nazionale ― Inghilterra | Cronologia completa delle presenze e delle reti in nazionale ― Inghilterra | Cronologia completa delle presenze e delle reti in nazionale ― Inghilterra | Cronologia completa delle presenze e delle reti in nazionale ― Inghilterra | Cronologia completa delle presenze e delle reti in nazionale ― Inghilterra | Cronologia completa delle presenze e delle reti in nazionale ― Inghilterra | Cronologia completa delle presenze e delle reti in nazionale ― Inghilterra |
| Data                                                                       | Città                                                                      | In casa                                                                    | Risultato                                                                  | Ospiti                                                                     | Competizione                                                               | Reti                                                                       | Note                                                                       |
| -------------------------------------------------------------------------- | -------------------------------------------------------------------------- | -------------------------------------------------------------------------- | -------------------------------------------------------------------------- | -------------------------------------------------------------------------- | -------------------------------------------------------------------------- | -------------------------------------------------------------------------- | -------------------------------------------------------------------------- |
| 5-3-1870                                                                   | Londra                                                                     | Inghilterra                                                                | 1 – 1                                                                      | Scozia                                                                     | Amichevole                                                                 | 1                                                                          |                                                                            |
| 19-11-1870                                                                 | Londra                                                                     | Inghilterra                                                                | 1 – 0                                                                      | Scozia                                                                     | Amichevole                                                                 | 0                                                                          |                                                                            |
| 25-2-1871                                                                  | Londra                                                                     | Inghilterra                                                                | 1 – 1                                                                      | Scozia                                                                     | Amichevole                                                                 | 0                                                                          |                                                                            |
| Totale                                                                     |                                                                            | Presenze                                                                   | 3                                                                          |                                                                            | Reti                                                                       | 1                                                                          |                                                                            |